# Sherbournia bignoniiflora
Sherbournia bignoniiflora är en måreväxtart som först beskrevs av Friedrich Welwitsch, och fick sitt nu gällande namn av Henri Hua. Sherbournia bignoniiflora ingår i släktet Sherbournia och familjen måreväxter. Inga underarter finns listade i Catalogue of Life.